# 북위 23도
북위 23도는 적도로부터 북쪽으로 23도 떨어진 위선이다. 아프리카, 아시아, 인도양, 태평양, 북아메리카, 카리브해, 대서양을 지난다. 북위 23도선은 북회귀선보다 50km 남쪽에 위치한다. 
이 위도에서의 일조시간은 하지일 때 13시간 33분, 동지일 때 10시간 43분이다.

## 지나가는 지역
북위 23도선은 본초 자오선에서 동쪽 방향으로 다음 지역들을 지나간다.
| 좌표                                                    | 국가·지역·해역                                                                 | 비고                                                                                |
| ------------------------------------------------------- | ------------------------------------------------------------------------------ | ----------------------------------------------------------------------------------- |
| 북위 23° 0′ 동경 0° 0′  / 북위 23.000° 동경 0.000°      | 알제리                                                                         |                                                                                     |
| 북위 23° 0′ 동경 11° 3′  / 북위 23.000° 동경 11.050°    | 니제르                                                                         |                                                                                     |
| 북위 23° 0′ 동경 13° 46′  / 북위 23.000° 동경 13.767°   | [[파일:{{{국기그림-과도정부}}}\|22x20px\|border \|리비아\|링크=리비아]] 리비아 |                                                                                     |
| 북위 23° 0′ 동경 15° 0′  / 북위 23.000° 동경 15.000°    | 차드                                                                           |                                                                                     |
| 북위 23° 0′ 동경 16° 58′  / 북위 23.000° 동경 16.967°   | [[파일:{{{국기그림-과도정부}}}\|22x20px\|border \|리비아\|링크=리비아]] 리비아 |                                                                                     |
| 북위 23° 0′ 동경 25° 0′  / 북위 23.000° 동경 25.000°    | 이집트                                                                         |                                                                                     |
| 북위 23° 0′ 동경 35° 27′  / 북위 23.000° 동경 35.450°   | 할라입 트라이앵글                                                              | 이집트와 수단이 영유권을 주장함                                                     |
| 북위 23° 0′ 동경 35° 40′  / 북위 23.000° 동경 35.667°   | 홍해                                                                           |                                                                                     |
| 북위 23° 0′ 동경 38° 48′  / 북위 23.000° 동경 38.800°   | 사우디아라비아                                                                 |                                                                                     |
| 북위 23° 0′ 동경 52° 32′  / 북위 23.000° 동경 52.533°   | 아랍에미리트                                                                   | 아부다비                                                                            |
| 북위 23° 0′ 동경 55° 13′  / 북위 23.000° 동경 55.217°   | 오만                                                                           |                                                                                     |
| 북위 23° 0′ 동경 59° 7′  / 북위 23.000° 동경 59.117°    | 인도양                                                                         | 아라비아해                                                                          |
| 북위 23° 0′ 동경 68° 54′  / 북위 23.000° 동경 68.900°   | 인도                                                                           | 구자라트주 - 아마다바드 남쪽을 통과 마하라슈트라주 차티스가르주 자르칸드주 서벵골주 |
| 북위 23° 0′ 동경 88° 52′  / 북위 23.000° 동경 88.867°   | 방글라데시                                                                     |                                                                                     |
| 북위 23° 0′ 동경 91° 32′  / 북위 23.000° 동경 91.533°   | 인도                                                                           | 트리푸라주 - 약 20km                                                                |
| 북위 23° 0′ 동경 91° 43′  / 북위 23.000° 동경 91.717°   | 방글라데시                                                                     |                                                                                     |
| 북위 23° 0′ 동경 92° 23′  / 북위 23.000° 동경 92.383°   | 인도                                                                           | 미조람주                                                                            |
| 북위 23° 0′ 동경 93° 8′  / 북위 23.000° 동경 93.133°    | 미얀마                                                                         |                                                                                     |
| 북위 23° 0′ 동경 99° 31′  / 북위 23.000° 동경 99.517°   | 중화인민공화국                                                                 | 윈난성                                                                              |
| 북위 23° 0′ 동경 104° 50′  / 북위 23.000° 동경 104.833° | 베트남                                                                         |                                                                                     |
| 북위 23° 0′ 동경 105° 48′  / 북위 23.000° 동경 105.800° | 중화인민공화국                                                                 | 광시성 광둥성 - 광저우시 남쪽을 통과                                                |
| 북위 23° 0′ 동경 116° 31′  / 북위 23.000° 동경 116.517° | 남중국해                                                                       |                                                                                     |
| 북위 23° 0′ 동경 120° 7′  / 북위 23.000° 동경 120.117°  | 중화민국                                                                       | 타이난시를 통과                                                                     |
| 북위 23° 0′ 동경 121° 19′  / 북위 23.000° 동경 121.317° | 태평양                                                                         | 미국 하와이주 니하우섬 남쪽을 통과                                                  |
| 북위 23° 0′ 서경 110° 5′  / 북위 23.000° 서경 110.083°  | 멕시코                                                                         | 바하칼리포르니아반도                                                                |
| 북위 23° 0′ 서경 109° 42′  / 북위 23.000° 서경 109.700° | 칼리포르니아만                                                                 |                                                                                     |
| 북위 23° 0′ 서경 106° 11′  / 북위 23.000° 서경 106.183° | 멕시코                                                                         |                                                                                     |
| 북위 23° 0′ 서경 97° 46′  / 북위 23.000° 서경 97.767°   | 멕시코만                                                                       |                                                                                     |
| 북위 23° 0′ 서경 83° 13′  / 북위 23.000° 서경 83.217°   | 쿠바                                                                           | 아바나 남쪽을 통과                                                                  |
| 북위 23° 0′ 서경 79° 59′  / 북위 23.000° 서경 79.983°   | 대서양                                                                         |                                                                                     |
| 북위 23° 0′ 서경 74° 55′  / 북위 23.000° 서경 74.917°   | 바하마                                                                         | 롱섬                                                                                |
| 북위 23° 0′ 서경 74° 51′  / 북위 23.000° 서경 74.850°   | 대서양                                                                         | 바하마 크루커드섬 북쪽을 통과 바하마 사마나 섬 남쪽을 통과                          |
| 북위 23° 0′ 서경 16° 8′  / 북위 23.000° 서경 16.133°    | 서사하라                                                                       | 모로코가 영유권을 주장                                                              |
| 북위 23° 0′ 서경 13° 5′  / 북위 23.000° 서경 13.083°    | 모리타니                                                                       |                                                                                     |
| 북위 23° 0′ 서경 6° 20′  / 북위 23.000° 서경 6.333°     | 말리                                                                           |                                                                                     |
| 북위 23° 0′ 서경 1° 40′  / 북위 23.000° 서경 1.667°     | 알제리                                                                         |                                                                                     |

## 같이 보기
- 북위 22도
- 북위 24도
- 북회귀선